# Галантида
Галантида или Галантис в древногръцката митология е прислужница на Алкмена. Превърната от Хера в невестулка, защото измамила богинята на раждането Илития, когато Хера искала тя да попречи на Алкмена да роди Херакъл. Когато казала на Хера, че Херкулес вече се е родил, огорчената Хера пляснала с ръце и заклинанието спряло да действа и на бял свят се появил Херакъл.
Макар и рядко, древните вярвали, че невестулките раждали малките си през устата. Споменатата легенда е създадена, за да обясни това вярване.